# Патруль времени (фильм, 1994)
«Патруль времени» (англ. Timecop, дословно на русский язык — «Временно́й полицейский») — фантастический боевик 1994 года режиссёра Питера Хайамса. Экранизация одноимённого комикса Марка Верайдена, выпущенного издательством «Dark Horse».
Первый фильм с участием Жан-Клода Ван Дамма, собравший в прокате более 100 миллионов долларов.
За фильмом последовал телесериал с тем же названием, но другим актёрским составом.

## Сюжет
Совершенствуются технологии путешествия во времени. Преступники начинают использовать новую возможность для своих целей. Для пресечения преступных действий во времени правительство создаёт специальную полицию (T.E.C). Макс Уокер, один из сотрудников новой организации, горит желанием работать и задерживать преступников. Однако этой же ночью неизвестные люди избивают Макса, и взрывают его дом вместе с его беременной женой Мелиссой. Чудом выживший Макс десять лет подряд работает в полиции, мечтая отомстить убийцам своей жены.
2004 год. Десять лет спустя Макс узнаёт, что за покушением стоял американский сенатор Маккомб, желающий стать президентом. Маккомб незаконно владеет прототипом машины времени и произвольно изменяет прошлое для собственной выгоды. Макс, преследуя Маккомба, понимает, что именно его действия заставили Маккомба вернуться в прошлое и попытаться убить Макса. Мучимый угрызениями совести, Макс отправляется в прошлое, пытаясь остановить боевиков Маккомба, которые в предыдущей реальности убили его жену.
Вернувшись в прошлое, Макс тайком встречается со своей женой Мелиссой, объяснив ей, что на самом деле происходит. Мелисса, поняв, что движет Максом, удерживает своего мужа («молодого» Макса), наверху до тех пор, пока боевики Маккомба, как и раньше, не нападают на вышедшего из дверей Уокера. Только на сей раз из дверей выходит «старший» Уокер, заматеревший за десять лет и легко побеждающий бандитов. После этого в бой вступает «младший» Уокер, нейтрализующий остальных боевиков. Два Макса, действуя совместно, побеждают всех людей Маккомба, хотя последний из них, чудовищно сильный и огромный панк, всё-таки избивает и оглушает раненого Макса-«младшего». Макс-«старший», победив панка, выходит непосредственно на сенатора Маккомба, взявшего в заложники Мелиссу. Выясняется, что «старшему» Максу практически нечем угрожать сенатору — тот, зная законы причинности, ничуть не боится смерти. Даже если Маккомб будет сейчас убит, он же, «молодой», останется жив и станет президентом. Именно поэтому «старший» сенатор хочет взорвать дом вместе с Максом и самим собой. Но «старший» Макс предусмотрел и этот ход преступника: в доме, завлеченный туда обманным сообщением «старшего» Макса, неожиданно появляется «младший» Маккомб.
Теперь при взрыве погибнут оба Маккомба — и «старший», и «младший», и порочная цепь преступлений сенатора будет разорвана. Могучим ударом Макс сталкивает двух сенаторов, что приводит их к гибели во временном парадоксе. «Старший» Макс спасает раненую Мелиссу, на руках вынося её из горящего дома. Последнее, что он делает — укладывает потерявшую сознание Мелиссу на плечо избитого Макса-«младшего».
Вернувшись в своё время (в 2004 год), Макс узнаёт, что десять лет назад сенатор Маккомб, выйдя однажды из дома, бесследно исчез. За все десять лет (1994—2004 годы) не было обнаружено серьёзных преступлений во времени. Начальник Макса, в предыдущей реальности помогавший ему отправиться в прошлое и получивший тогда же пулю в позвоночник, здоров и ничего не помнит о случившихся событиях. Проходя по коридору, Макс видит всё того же огромного панка, арестованного полицией и сопровождаемого в камеру. Таким образом, с исчезновением преступного сенатора появилась другая линия времени, в которой практически все герои фильма остались живы и здоровы. Макс едет домой, где его обнимает десятилетний сын. Живая Мелисса, рассказав ему о том, как прошёл день, говорит, что у неё есть для него сюрприз. То же самое она сказала ему десять лет назад.

## В ролях
| Актёр             | Роль                    |
| ----------------- | ----------------------- |
| Жан-Клод Ван Дамм | Макс Уокер              |
| Миа Сара          | Мелисса Уокер           |
| Рон Сильвер       | сенатор Аарон Маккомб   |
| Брюс Макгилл      | коммандер Юджин Матюзак |
| Глория Рубен      | Сара Филдинг            |
| Скотт Бэллис      | Рики                    |
| Джейсон Шомбинг   | Лайл Этвуд              |
| Брэд Лори         | Рейес                   |
| Каллум Кит Ренни  | незнакомец              |
| Стивен Ламберт    | Ленсинг                 |
| Ричард Фараси     | Коул                    |

## Приём

### Сборы
«Патруль времени» был выпущен в США 16 сентября 1994 года, где он занял первое место с 12 064 625 долларов в 2228 кинотеатрах и средней стоимостью 5 415 долларов на кинотеатр. На второй неделе он снова занял первое место с 8 176 615 долларов. Он закончил свой тираж с 45 миллионами долларов в США. На других территориях он собрал около 57 миллионов долларов, а общая мировая валовая прибыль составила 101 миллион долларов. Это делает его самым кассовым фильмом Ван Дамма, в котором он сыграл главную роль, и вторым фильмом, заработавшим более 100 миллионов долларов (после «Универсального солдата»).

### Критика
На Rotten Tomatoes фильм имеет рейтинг 42 % на основе 45 обзоров со средней оценкой 5,2/10. Консенсус сайта таков: «Это не Терминатор, но тем, кто готов отказаться от неверия и рационального мышления, „Патруль времени“ предлагает ограниченные награды за научно-фантастические действия». На Metacritic он имеет оценку 48 % на основе отзывов 17 критиков, что указывает на «смешанные или средние отзывы». Зрители, опрошенные CinemaScore, поставили фильму среднюю оценку «B+» по шкале от A+ до F.
Критики неоднозначно отнеслись к «Патрулю времени», ссылаясь на различные сюжетные дыры и несоответствия. Роджер Эберт назвал «Патруль времени» низкооплачиваемым «Терминатором». Ричард Харрингтон из Washington Post сказал: «На этот раз акцент Ван Дамма понять легче, чем сюжет». Дэвид Ричардс из The New York Times пренебрежительно отозвался об игре Ван Дамма и предыдущих фильмах, но назвал «Патруль времени» «своей самой классной работой на сегодняшний день».
В ноябре 2010 года издание Entertainment Weekly внесли фильм в список «Недооценённых фильмов», в основном из-за игры Ван Дамма.

## Награды и номинации
Премия «Сатурн», 1995:
- Лучшая женская роль второго плана (Миа Сара) — победа
- Лучший научно-фантастический фильм — номинация
- Лучшие спецэффекты (Грегори Л. Макмёрри) — номинация
- Лучший сценарий (Марк Верайден) — номинация

Премия «Гран-при», 1994:
- Лучший фильм (Питер Хайамс) — номинация

## Перезапуск
В мае 2013 года киностудия Universal объявила намерение снять новую версию фильма Патруль времени. Апрель 2014 года обещался двумя сценаристами лице Брайан Марк Ганн который работали над Путешествие 2: Таинственный остров.